# Саянськ
Саянськ (рос. Саянск) — місто в Іркутській області Росії.
Місто розташоване на річці Ока (притока Ангари), за 270 км від Іркутська, за 9 км від федеральної траси Р255 «Сибір» (раніше М53 «Байкал»), за 28 км від залізничної станції Зима.
Утворює муніципальне утворення місто Саянськ зі статусом міського округу як єдиний населений пункт в його складі. 

## Географія
Саянськ розташований в західній частині Іркутської області в тайговій зоні на правому березі річки Ока на території Іркутськ-Черемховській рівнині Середньосибірського плоскогір'я на Сибірській платформі. Відстань від обласного центру Іркутська - 270 км. Висота над рівнем моря приблизно 550 м. Загальна площа - 82,5 км².
Найближчі до Саянська населені пункти (чисельністю понад 9000 осіб) м. Зима ~ 26 км і смт Куйтун ~ 62 км.

## Історія
Саянськ — наймолодше місто в Іркутській області. Початок його будівництва в 1970 році пов'язано зі зведенням одного з головних центрів хімічної промисловості і 100-річним ювілеєм В. І. Леніна. Будівництво було розпочато серед тайги. Основна відмінність, яким пишаються перші будівельники, від інших міст в тому, що не будувалося тимчасове житло і бараки, а було розпочато зведення відразу капітального панельного 5-поверхового будинку серед тайги.
До 1975 року тоді ще селище носило умовну назву Нова Зима (Нове Місто). Розглядалися такі варіанти назв: Зиминськ, Тайговий, Приокський, Новозимінськ, Окинськ, Сосноград та інші.

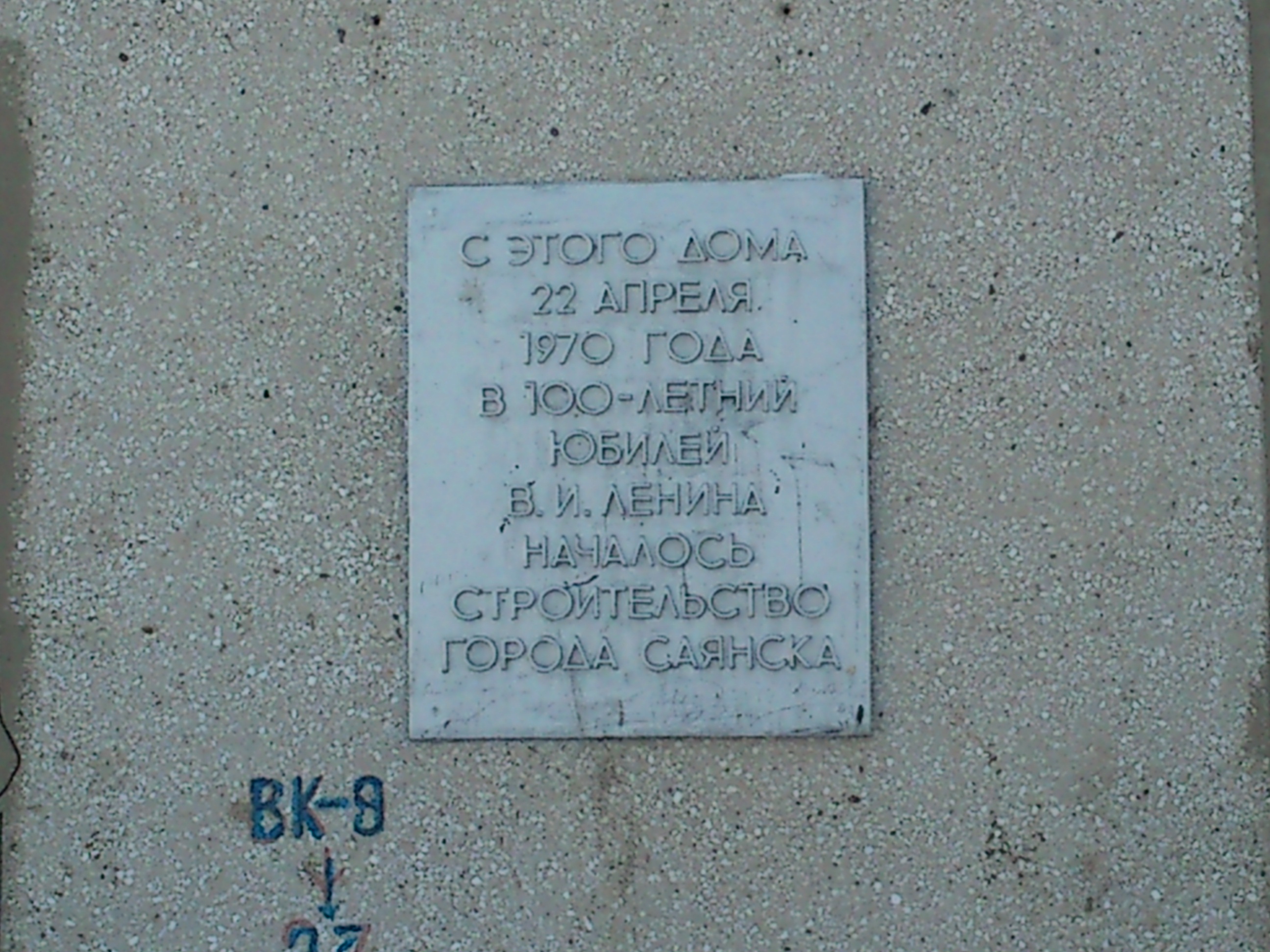

Основний вид природних ресурсів — Зиминське родовище кам'яної солі, яке служить сировинною базою отримання хлоридно-натрієвих розсолів для виробництва хлору і каустичної соди містоутворюючого підприємства ВАТ «Саянськхімпласт». Забезпеченість підприємства запасами солі при існуючому рівні видобутку становить сотні років.
У серпні 1985 року Саянськ отримав статус міста обласного підпорядкування. Ця подія сприяла створенню самостійної економічної бази, становленню місцевих адміністративних структур, розвитку соціальної сфери.

## Промисловість
Основним підприємством промисловості є ВАТ «Саянськхімпласт» — один з найбільших в Росії виробник суспензійного полівінілхлориду (смола ПВХ). Підприємство виробляє продукцію, яка є сировиною для виробництва полімерних товарів та поставляється як на російські, так і на закордонні ринки. ВАТ «Саянськхімпласт», що входить до групи компаній «Ренова» — одне з небагатьох підприємств Росії, яке зберегло свою соціальну сферу: палац культури «Юність», Палац Культури, переданий у 2013 році в муніципальну власність, два готелі «Єрмак» і «Ювілейний», заводські їдальні, санаторій-профілакторій «Кедр» і медсанчастину.